# Daptonema normandicum
Daptonema normandicum is een rondwormensoort uit de familie van de Xyalidae. De wetenschappelijke naam van de soort is voor het eerst geldig gepubliceerd in 1890 door de Man.